# Вулиця Володимира Великого (Конотоп)

Вулиця Володимира Великого — одна з основних вулиць міста Конотоп Сумської області.

## Розташування
Розташована в історичній частині міста. Пролягає від Площі Ринок до моста через річку Єзуч, за яким починається вулиця Путивльська та район Загребелля.

## Назва
Названа на честь Великого князя Київського Володимира Святославовича.

## Історія
Заселена з XVIII століття. Вперше згадується у 1782 році.
Перша відома назва вулиці — Путивльська вулиця або Путивльський тракт. Назву отримала через напрямок в якому розташовувалась вулиця. Вулиця закінчувалась дорогою, що вела у напрямку міста Путивль, нині Сумська область.
З 1920-х років — частина вулиці Свердлова. Названа на честь радянського політичного діяча Якова Михайловича Свердлова.
З 1 грудня 2015 року у рамках декомунізації отримала назву вулиця Володимира Великого.

## Пам'ятки історії
На вулиці Володимира Великого розташована пам'ятка історії — Могила російського військового діяча, генерала Драгомирова (1905 рік).

## Пам'ятки архітектури
За адресою вулиця Володимира Великого, 4 розташована пам'ятка архітектури Вознесенська церква (1824—1846 роки).